# Kipps (1941)
Kipps is een Britse dramafilm uit 1941 onder regie van Carol Reed.

## Verhaal
De winkelier Kipps wordt verliefd op een meisje boven zijn stand. Wanneer hij onverwacht een huis en 26.000 pond erft van zijn grootvader, wil hij met dat fortuin het hart veroveren van de vrouw van zijn dromen. Zijn erfenis maakt hem echter niet meteen tot een heer van stand.

## Rolverdeling
| Acteur            | Personage                    |
| ----------------- | ---------------------------- |
| Philip Frost      | Kipps (als een jongen)       |
| Michael Redgrave  | Kipps (als een man)          |
| Diana Wynyard     | Helen Walshingham            |
| Diana Calderwood  | Ann Pornick (als een meisje) |
| Phyllis Calvert   | Ann Pornick (als een vrouw)  |
| Arthur Riscoe     | Chillerlow                   |
| Max Adrian        | Chester Coote                |
| Helen Haye        | Mevrouw Walshingham          |
| Michael Wilding   | Ronnie Walshingham           |
| Lloyd Pearson     | Shalford                     |
| Edward Rigby      | Buggins                      |
| Mackenzie Ward    | Pearce                       |
| Hermione Baddeley | Juffrouw Mergle              |
| Betty Ann Davies  | Flo Bates                    |
| Arthur Denton     | Carshot                      |